# Jessica Cameron
Jessica Cameron est une actrice, réalisatrice, productrice et scénariste canadienne spécialisée dans les films d'horreur, née[Quand ?] à Owen Sound en Ontario.

## Filmographie

### Actrice
- 2008 : Solitude of Love (court métrage) : Jennifer
- 2009 : The Wrong Damn Thing to Say (court métrage) : Jane
- 2009 : Absolution (court métrage) : Tori
- 2010 : Waiting Fear (court métrage) : Moon
- 2010 : The Dead Matter : Female Victim
- 2010 : Loki and SageKing Go to GenCon (court métrage) : Jessica Cameron
- 2010 : Mr. Hush : Julie
- 2010 : Resurrection : Lenore
- 2010 : Ninety Degrees and Sunny (court métrage)
- 2010 : Next (court métrage) : Young Wife
- 2011 : Death of the Dead : Bambi
- 2011 : Deadly Dares: Truth or Dare Part IV : Dara
- 2011 : Hell-O-Ween : Megan
- 2011 : Camel Spiders (téléfilm) : Ashley
- 2011 : Accomplice (court métrage) : Jess
- 2011 : Orange You Super? (court métrage) : Vlogger #2
- 2011 : Breakfast Impossible: Series One : Gnarla Foxx
- 2011 : Aidan 5 (série télévisée) : Rachel
- 2011 : Potpourri : Princess Areola
- 2011 : The Funny Man (série télévisée) : Mildred
- 2011 : God Don't Make the Laws : Waitress
- 2011 : Caught (série télévisée) : Narria 'Dix' Dixon
- 2011 : The Family : Laura
- 2012 : The Sleeper : Cindy
- 2011-2012 : Two Doors Down (série télévisée) : Summer Perkins
- 2012 : Zombiewood (court métrage) : Zusan
- 2012 : The Black Dahlia Haunting : Young Norma Jeane Baker
- 2012 : Silent Night : Nurse
- 2012 : Brides of Beverly Hills (série télévisée) : Bridal stylist
- 2012 : Strain (court métrage) : Waitress
- 2013 : Internet Icon 2 (court métrage) : Actress
- 2013 : Intrusive Behavior : Tabitha
- 2013 : Truth or Dare : Jennifer Collins
- 2013 : Crazy About Seven Little Deaths (court métrage)
- 2013 : Witches Brew (court métrage) : Mom
- 2013 : 13/13/13 : Réceptionniste
- 2013 : American Girls : Lauren Hammond
- 2013 : To Jennifer : Jennifer
- 2013 : Hello Hero: Holding Out for a Hero (court métrage) : Screaming Woman
- 2013 : Seven Little Deaths : Pali
- 2013 : Post Mortem, America 2021 : Maggie
- 2013 : Barry Morgan, Horror Geek (série télévisée) : Genie
- 2014 : WiH Massive Blood Drive PSA (court métrage) : Driver
- 2014 : Virginia Obscura
- 2014 : The Tour (court métrage) : Morgan
- 2014 : Run Like Hell : Jennafer
- 2014 : A Grim Becoming : Life
- 2015 : Black Angels (court métrage)
- 2015 : The Evil Gene : Amanda
- 2015 : All Through the House : Sheila
- 2015 : Save Yourself : Kim Tobin
- 2016 : Utero : Lauren
- 2016 : The Legend of Grassman : Lily Hammonds
- 2016 : The Drifter : Nichole
- 2016 : Shadow : Shadow
- 2016 : Klymene (court métrage) : Klymene
- 2016 : Desolation : Heidi Richmond
- 2016 : The Listing : Jenna
- 2016 : South32 : Michelle
- 2016 : Adam K : Vanessa Collins
- 2016 : The Overlooked (court métrage) : Valérie
- 2017 : Red Eye : Bea
- 2017 : Le Fear IIII: Who Killed Carlos Revalos : Scream Queen

### Productrice, producteur exécutif
- 2013 : Intrusive Behavior
- 2013 : Truth or Dare
- 2014 : Turn Off Your Bloody Phone - Film 4 Frightfest: The Dark Heart of Cinema (court métrage)
- 2015 : Women in Horror Month: Massive Blood Drive (court métrage)
- 2015 : Save Yourself
- 2015 : Mania
- 2016 : Scream Queen Stream (série télévisée)
- 2016 : Utero
- 2016 : Kill the Production Assistant (documentaire)
- 2016 : Desolation

### Réalisatrice
- 2013 : Truth or Dare
- 2014 : WiH Massive Blood Drive PSA (court métrage)
- 2014 : Turn Off Your Bloody Phone - Film 4 Frightfest: The Dark Heart of Cinema (court métrage)
- 2015 : Women in Horror Month: Massive Blood Drive (court métrage)
- 2015 : Mania
- 2016 : Scream Queen Stream (série télévisée)

### Scénariste
- 2013 : Truth or Dare
- 2015 : Women in Horror Month: Massive Blood Drive (court métrage)